# ОШ „Јован Дучић” Бијељина
ОШ „Јован Дучић” једна је од основних школа у Бијељини. Налази се у улици Српске војске 104. Име је добила по Јовану Дучићу, српском и југословенском песнику, писцу, дипломати и академику. 

## Историјат
Отворена је 1953. године под називом Друга народна основна школа, имала је сто педесет и шест ученика. Од 1959—1960. ради под именом ОШ „Хамза Хамзић”. Школске 1960—1961. је постала петогодишња, а 1962—1963. осмогодишња. Фебруара 1962. су јој припојене школе у насељеним мјестима Ново Насеље, Патковача и Пучиле и тада је имала осамсто двадесет, а школске 1970—1971. 1328 ученика. Заједно са осталим основним школама на подручју општине Бијељина интегрисана је 1974.у установу „Народни хероји”, а од 1988. поново је самостална. Године 1991. је имала 1346 ученика и добила је назив ОШ „Мухамед Мехмедбашић”, а 1993. име ОШ „Јован Дучић”. Године 2015—2016. је имала 1217 ученика, седамдесет и девет наставника, четири вјероучитеља православне и једног исламске вјеронауке. У њеном саставу је радила подручна деветогодишња школа у селу Патковача, основана 1952. и петогодишња у селу Пучиле, основана 1947. До 2015. године је у њеном саставу била и петогодишња школа у Новом Насељу која је отворена 1952. на Финцовом салашу, под називом Трећа основна школа. У току Одбрамбено-отаџбинског рата 1992—1995. школски објекат је разорен, а настава је одржавана у просторијама мјесне заједнице. Иако је 2006. саграђен нови монтажни објекат, школа је угашена 2015. године. Централна школа има спортску дворану, спортске терене и школску кухињу. У ђачкој библиотеци је било око 5000, а у наставничкој око двеста педесет књига. Од децембра 1960. је излазио ђачки лист „Прва бразда”, а од 1999. излази под именом „Повјетарац”.